# 細鰭虎鮋
細鰭虎鮋（学名：Minous pusillus），又稱絲棘虎鮋、細鰭毒鮋，俗名虎魚、鬼魚，為輻鰭魚綱鮋形目鮋科的其中一種。

## 分布
本魚分布於日本、香港、菲律賓、及台灣東北部及西南部等海域。

## 深度
水深50－100公尺。

## 特徵
本魚外觀與五脊虎鮋相似，兩種前鰓蓋骨均有4枚硬棘，但本魚的第一硬棘較大。尾鰭具有黑色斑點且鰭膜較透光，體側無斜的淡色線紋；背鰭硬棘9－11枚，較細柔軟，易折斷、臀鰭硬棘2枚、軟條8－9枚。全身呈灰黑色，體長可達12公分。背鰭硬棘基部具有毒腺，毒液甚強，須小心。

## 生態
本魚棲息於泥質性海底，大部分時間潛伏於海底，以經過的小魚、甲殼類為食。

## 經濟利用
非食用魚類，多做成褐魚粉。